# Natívitas
Natívitas là một đô thị thuộc bang Tlaxcala, México. Năm 2005, dân số của đô thị này là 21863 người.